# ビントゥマニ山
ビントゥマニ山（ビントゥマニさん、Mount Bintumani）または「山の王様」とも呼ばれるクランコ族の言葉でロマ・マンサ山（ロマ・マンサさん、Loma Mansa）とも呼ばれる山は、シエラレオネの最高峰であり、カメルーン山（標高4,095m）を除いて、西アフリカの中で最も高い山でもある。標高1,945 m。ロマ山地に属し、山麓は熱帯雨林と草原の中にあり、豊かな熱帯雨林に覆われ山頂は岩が点在している。山には多種多様な動物の生息地であり、コビトカバ、ニシアフリカコビトワニ、アカウオクイフクロウや、多種の霊長類が生息する。山は雨季には雨が降る事もあるが、大体、雨が降らず気温も高く乾燥した天候が続く。山の平均平均気温は25度位で、最高は39度、最低は16度である。
ビントゥマニ山はトレッキングで山頂にたどり着くのが大変で、内戦中は反乱軍でさえ困難で山に到達できなかったと言う。
山名の「ビントゥマニ」の由来は地元住民の神話の話で山に住むと信じられている女性の精霊の名に因んでいる。